# Équipe cycliste Ovyta-Eijssen-Acrog

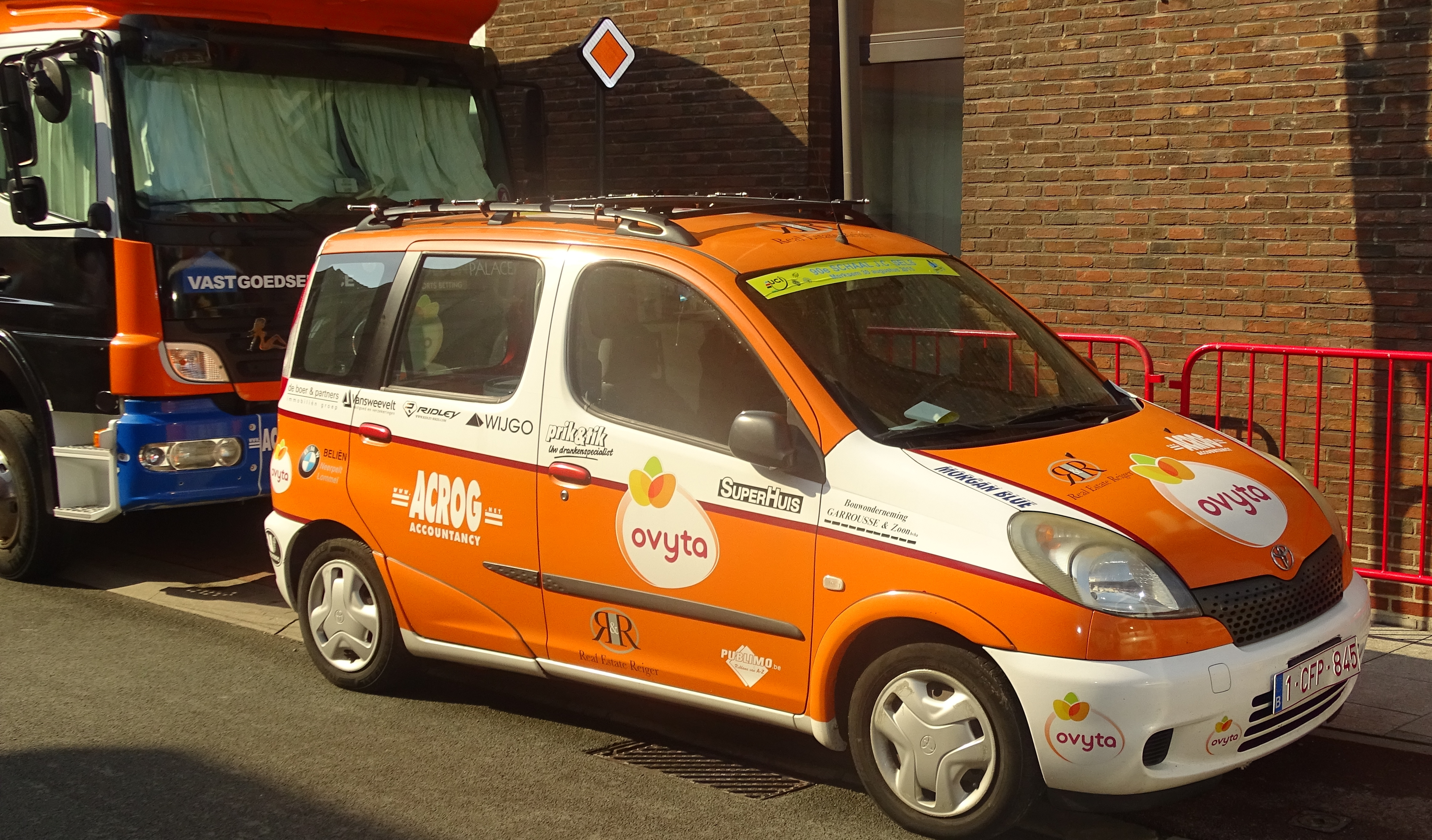
Une voiture de l'équipe Ovyta-Eijssen-Acrog utilisée par Vastgoedservice-Golden Palace en 2015, ici à l'occasion de la Coupe Sels.

L'équipe cycliste Ovyta-Eijssen-Acrog, est une équipe cycliste amateur belge, active entre 2008 et 2013. Elle est l'une des meilleures formations amateur du pays et a notamment vu passer dans ses rangs l'ancien Champion du monde juniors Jasper Stuyven ou encore Sander Helven.

## Ovyta-Eijssen-Acrog en 2013

### Effectif
| Coureur               | Date de naissance | Nationalité      | Équipe 2012 |
| --------------------- | ----------------- | ---------------- | ----------- |
| Andries Belïen        | 24.03.1992        | Belgique         |             |
| Steffen Borremans     | 11.06.1988        | Belgique         |             |
| Alexander Cools       | 13.04.1994        | Belgique         |             |
| Tom David             | 31.03.1990        | Nouvelle-Zélande |             |
| Angelo De Clercq      | 10.12.1991        | Belgique         |             |
| Gertjan De Vos        | 07.08.1991        | Belgique         |             |
| Jasper Dult           | 21.02.1994        | Belgique         |             |
| Gregory Franckaert    | 21.09.1988        | Belgique         |             |
| Ruben Geerinckx       | 22.10.1993        | Belgique         |             |
| Kurt Geysen           | 26.05.1979        | Belgique         |             |
| Michael Goolaerts     | 24.07.1994        | Belgique         |             |
| Stijn Joseph          | 18.09.1987        | Belgique         |             |
| Jan Logier            | 03.11.1994        | Belgique         |             |
| Matthias Onghena      | 22.05.1989        | Belgique         |             |
| Jonas Rickaert        | 07.02.1994        | Belgique         |             |
| Bram Van Broekhoven   | 04.06.1992        | Belgique         |             |
| Yannick Van Dyck      | 31.01.1991        | Belgique         |             |
| Titte Van Laer        | 30.07.1994        | Belgique         |             |
| Kevin Van Staeyen     | 10.11.1992        | Belgique         |             |
| Richard Vanoverberghe | 22.06.1992        | Belgique         |             |
| Joachim Vanreyten     | 31.08.1994        | Belgique         |             |
| Otto Vergaerde        | 15.07.1994        | Belgique         |             |
| Seppe Verschuere      | 06.01.1994        | Belgique         |             |
| Ludwig Verstraete     | 19.11.1992        | Belgique         |             |
| Jonas Viaene          | 12.05.1992        | Belgique         |             |
| Nick Wynants          | 30.05.1992        | Belgique         |             |

### Victoires
| Date       | Course                                   | Pays   | Classe | Vainqueur      |
| ---------- | ---------------------------------------- | ------ | ------ | -------------- |
| 19/05/2013 | 4e étape de la Ronde de l'Isard d'Ariège | France | 2.2U   | Gertjan De Vos |

## Anciens coureurs passés professionnels
| - Sean De Bie - Kevin De Jonghe - Tim De Troyer - Sander Helven - Timothy Stevens - Jasper Stuyven - Arthur Vanoverberghe - Nicolas Vereecken |